# Stigmella irrorata
Stigmella irrorata là một loài bướm đêm thuộc họ Nepticulidae. Nó được miêu tả bởi Janse năm 1948. Nó được tìm thấy ở Namibia.